# Galearia maingayi
Galearia maingayi là một loài thực vật có hoa trong họ Pandaceae. Loài này được Hook.f. mô tả khoa học đầu tiên năm 1887.